# Crenella magellanica
Crenella magellanica is een tweekleppigensoort uit de familie van de Mytilidae. De wetenschappelijke naam van de soort is voor het eerst geldig gepubliceerd in 2002 door Linse.